# Bordeauxská klasifikace vín

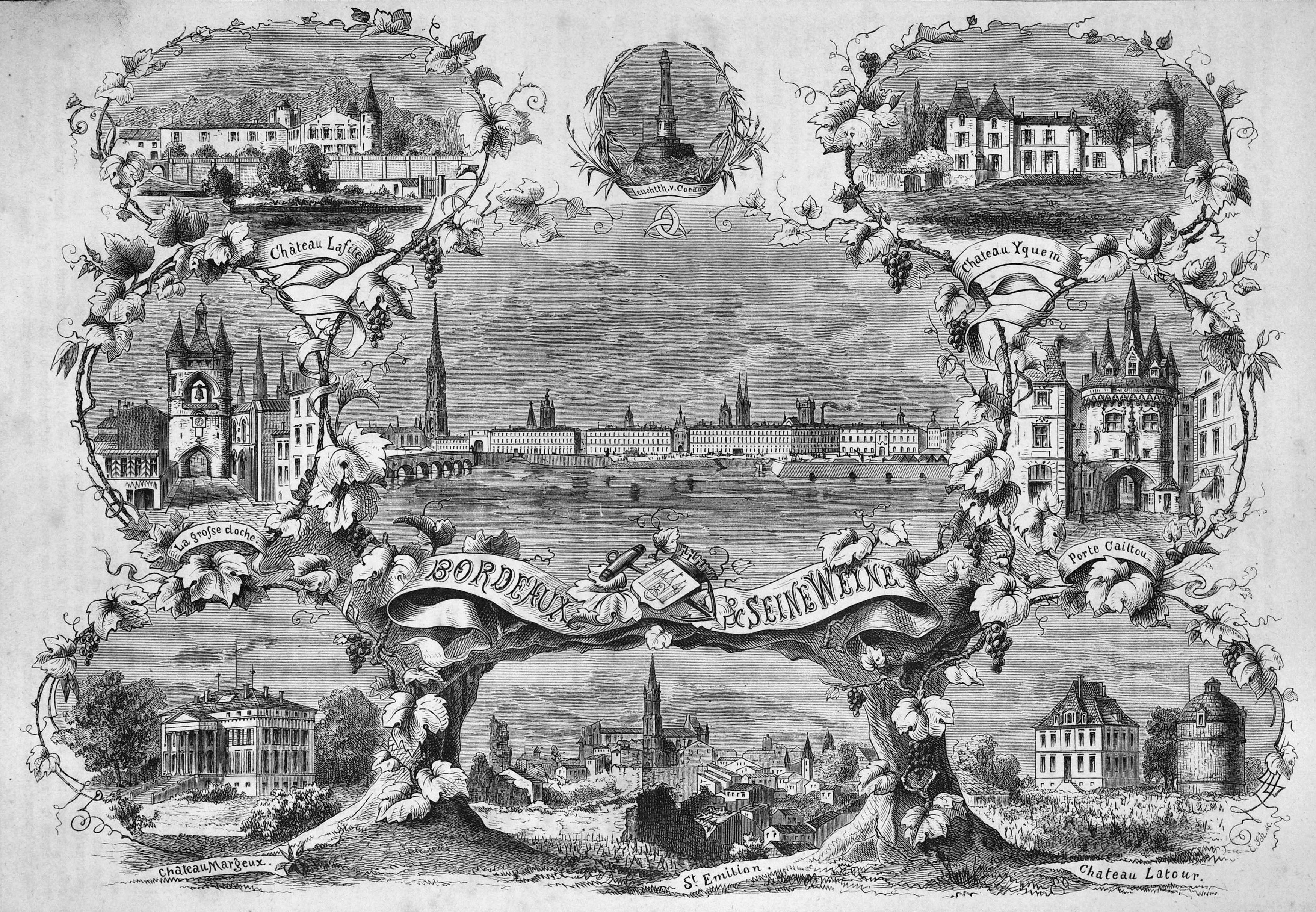
Bordeauxská château

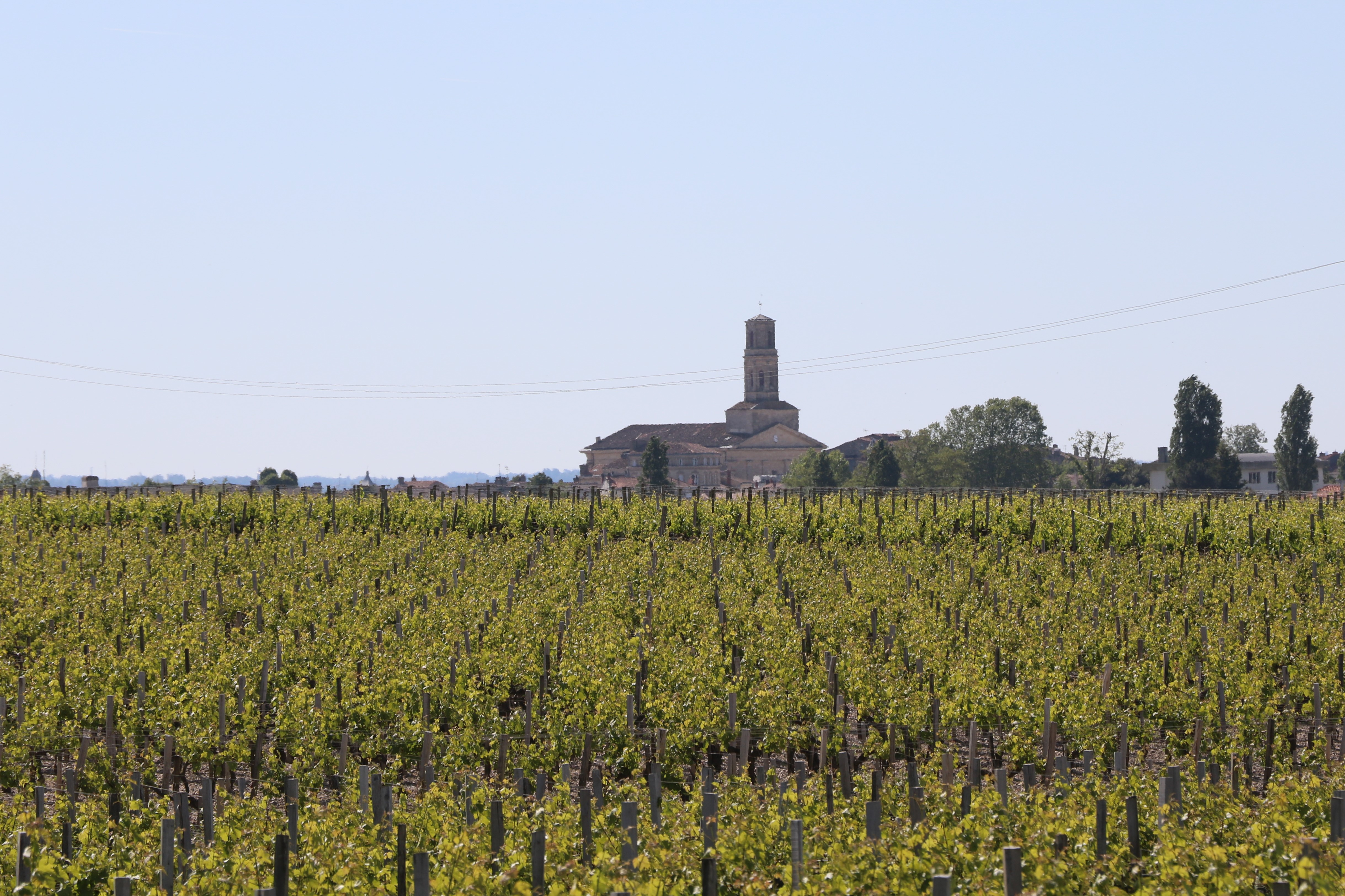
Městečko Pauillac, odkud pocházejí tři z pěti bordeauxských vín klasifikovaných v kategorii premier cru

Bordeauxská klasifikace vín z roku 1855 je seznam nejlepších červených vín z oblasti Bordeaux sestavený na popud Napoleona III. u příležitosti Světové výstavy v Paříži v roce 1855. 

Klasifikace z roku 1855 byla sestavena na základě mnoha let pečlivého zvažování a porovnávání výsledků jednotlivých ročníků asi šedesátky médockých vinařských usedlostí. Jde o jasný a přehledný systém, harmonický řád s pevnou hierarchií, který i po sto padesáti letech dokonale slouží účelu, pro nějž byl navržen.[zdroj?] Kritéria, jež tato klasifikace v oblasti Bordeaux nastavila, se stala vodítkem pro ostatní vinařské oblasti nejen ve Francii, ale na celém světě.

## Dějiny

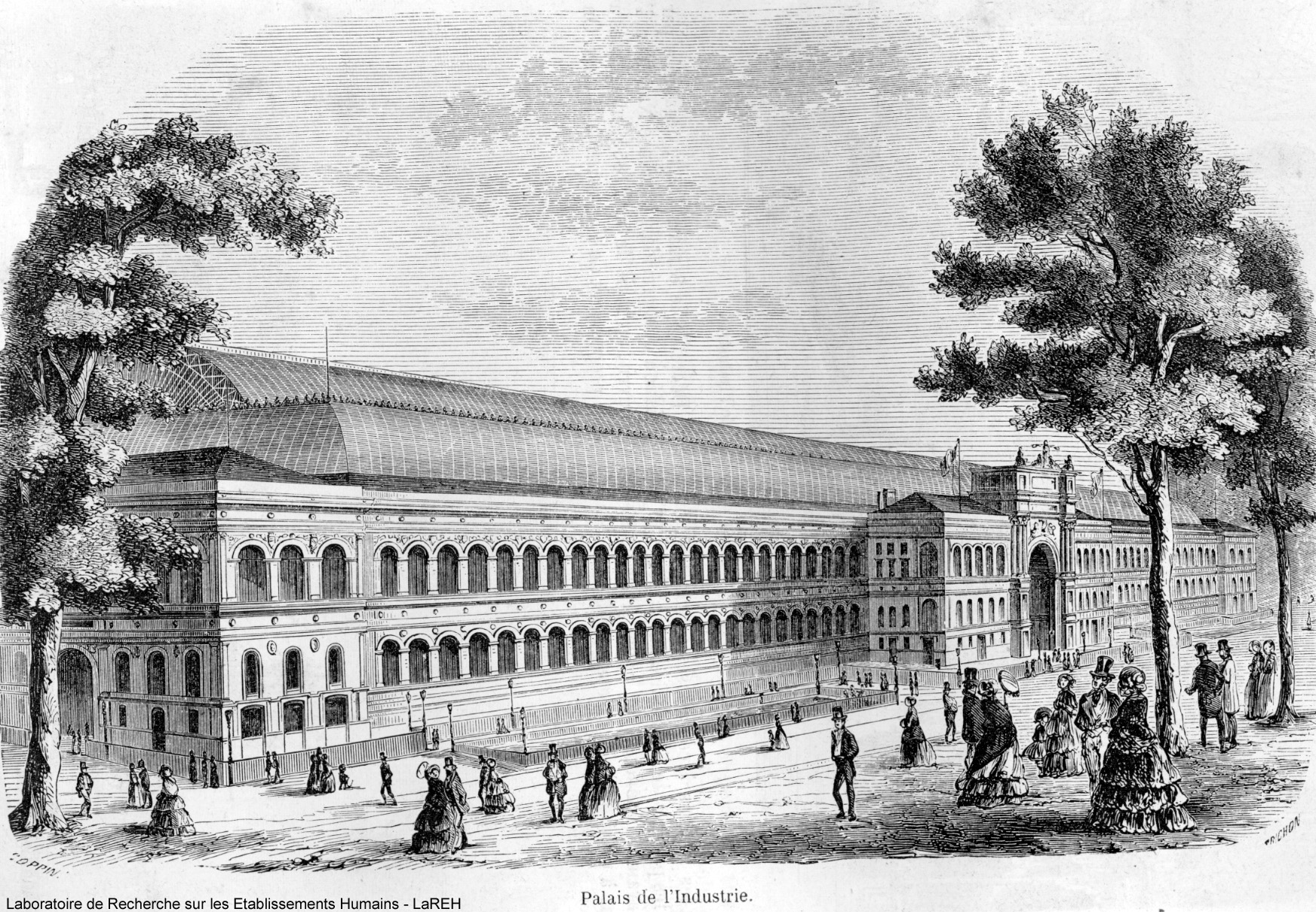
Průmyslový palác, v němž se konala pařížská Světová výstava v roce 1855

Na rok 1855 byla do Paříže plánována Světová výstava, a tak se do francouzského hlavního města začalo svážet zboží nejen z celé Francie, ale z celého světa. Bordeaux mělo reprezentovat víno. Běžní návštěvníci výstavy však neměli možnost vína ochutnat. Pro větší zajímavost proto měla výstavu doprovodit vinařská mapa regionu doplněná přehledem nejlepších vín z oblasti. Bordeauxská obchodní komora proto požádala Unii nákupčích, aby zhotovila přehledný „seznam všech klasifikovaných červených vín v regionu, v němž bude tak přesně a kompletně, jak je to jen možné, specifikováno, do které z pěti tříd každé z nich patří a ve které obci je možno je nalézt“. Nákupčí totiž měli jako jediní celkový přehled o trhu s bordeauxskými víny. Měli také k dispozici všechny nezbytné podklady a zdroje, takže mohli během pouhého měsíce dodat seznam nejlepších vín. 18. dubna tedy vytvořili seznam, který později proslul jako Klasifikace z roku 1855. Ještě dnes, více než 150 let po svém sestavení zůstává jedním z nejsměrodatnějších vodítek ve světě vín.

### Zajímavost
Všechna červená vína, jež se dostala na seznam, pocházela z oblasti Médoc. Jediné château mimo Médoc, jemuž byla při klasifikaci udělena zvláštní výjimka a bylo zařazeno do skupiny klasifikovaných usedlostí, bylo Château Haut-Brion, jež leží v oblasti Graves. Shodou okolností bylo navíc zařazeno na samotný vrchol této hierarchie.
Bílá vína, jež se tehdy těšila mnohem menšímu významu než červená, byla omezena pouze na sladká vína z oblasti Sauternes a Barsac a zařazena pouze do dvou tříd.

## Změny v klasifikaci
V rámci každé kategorie jsou jednotlivá château zařazena podle kvality svých vín. Genialitu klasifikace z roku 1855 dokazuje skutečnost, že od dubna 1855 doznala pouhé dvě velké změny, a to zařazení Château Cantemerle do kategorie cinquième cru v roce 1856 a povýšení Château Mouton Rothschild do kategorie premier cru v červnu 1973. (Tomuto povýšení předcházelo 51 let usilovného snažení a jemného diplomatického manévrování majitele usedlosti barona Philippe de Rothschilda, jež značně ovlivnilo nejen samotné Château Mouton, ale i celý vinařský průmysl.) 

Několik dalších méně významných změn je také mnohem méně známých. Třetí změnou bylo vypuštění nejmenší z klasifikovaných usedlostí Château Dubignon z kategorie troisième cru, neboť ji pohltilo Château Malescot St. Exupéry. V roce 1938 pak zmizelo Chateau Desmirail, bylo však roku 1981 opět obnoveno. Chateau Leoville, jež bylo v roce 1855 klasifikováno jako jediná usedlost, bylo rozděleno na tři: Leoville-Barton, Leoville-Las Cazes a Leoville-Poyferre. .

## Klasifikace z roku 1855
Francouzsky Les Grands Crus classés en 1855. U každého château je zapsána obec, v jejímž katastru se usedlost nachází. Pokud se jejich AOC liší od vesnice, je to uvedeno v závorce.

### Premier cru(1er cru)
- Château Lafite-Rothschild, obec Pauillac, Haut-Médoc (starý název Château de la Fite, Laffite, Lafitte)
- Château Latour, obec Pauillac, Haut-Médoc (starý název La Tour de Segur)
- Château Margaux, obec Margaux (starý název Château Margau)
- Château Mouton Rothschild, obec Pauillac, Haut-Médoc
(V roce 1973 povýšeno z kategorie deuxième cru.) (starý název Château Branne-Mouton)
- Château Haut-Brion, obec Pessac, Graves (starý název Château Hautbrion, Houtbrion, Ho-Bryan, Obryan, Ho Bryen) – Jde o jediné château, jež neleží v oblasti Médoc, ale v Graves, proto je to také jediná usedlost na seznamu, jíž je dovoleno prodávat suché bílé víno pod stejným názvem a apelací jako víno červené.

### Deuxième cru
- Château Rauzan-Ségla, Margaux
- Château Rauzan-Gassies, Margaux
- Château Léoville-Las Cases, St.-Julien
- Château Léoville-Poyferré, St.-Julien
- Château Léoville Barton, St.-Julien
- Château Durfort-Vivens, Margaux
- Château Gruaud Larose, St.-Julien
- Château Lascombes, Margaux
- Château Brane-Cantenac, Cantenac-Margaux (Margaux)
- Château Pichon Longueville, Pauillac (obecně známé jako Pichon Baron)
- Château Pichon Longueville Comtesse de Lalande, Pauillac (obecně známé jako Pichon Lalande či Pichon Comtesse)
- Château Ducru-Beaucaillou, St.-Julien
- Château Cos d'Estournel, St.-Estèphe
- Château Montrose, St.-Estèphe

### Troisième cru
- Château Kirwan, Cantenac-Margaux (Margaux)
- Château d'Issan, Cantenac-Margaux (Margaux)
- Château Lagrange, St.-Julien
- Château Langoa Barton, St.-Julien
- Château Giscours, Labarde-Margaux (Margaux)
- Château Malescot Saint Exupéry, Margaux
- Château Boyd-Cantenac, Margaux
- Château Cantenac Brown, Cantenac-Margaux (Margaux)
- Château Palmer, Cantenac-Margaux (Margaux)
- Château La Lagune, Ludon (Haut-Médoc)
- Château Desmirail, Margaux
- Château Calon Ségur, St.-Estèphe
- Château Ferrière, Margaux
- Château Marquis d'Alesme Becker, Margaux

### Quatrième cru
- Château Saint-Pierre, St.-Julien (starý název Serançan, rozděleno na Saint-Pierre-Bontemps a Saint-Pierre-Sevaistre)
- Château Talbot, St.-Julien
- Château Branaire-Ducru, St.-Julien
- Château Duhart-Milon, Pauillac
- Château Pouget, Cantenac-Margaux (Margaux)
- Château La Tour Carnet, St.-Laurent (Haut-Médoc)
- Château Lafon-Rochet, St.-Estèphe
- Château Beychevelle, St.-Julien
- Château Prieuré-Lichine, Cantenac-Margaux (Margaux) (starý název Château La Prieuré, Prieuré-Cantenac)
- Château Marquis de Terme, Margaux

### Cinquième cru
- Château Pontet-Canet, Pauillac
- Château Batailley, Pauillac
- Château Haut-Batailley, Pauillac
- Château Grand-Puy-Lacoste, Pauillac
- Château Grand-Puy Ducasse, Pauillac
- Château Lynch-Bages, Pauillac
- Château Lynch-Moussas, Pauillac
- Château Dauzac, Labarde (Margaux)
- Château d'Armailhac, Pauillac (starý název Château Mouton-d'Armailhacq, Mouton-du-Baron Philippe)
- Château du Tertre, Arsac (Margaux)
- Château Haut-BagesLibéral, Pauillac
- Château Pédesclaux, Pauillac
- Château Belgrave, St.-Laurent (Haut-Médoc)
- Château De Camensac, St.-Laurent (Haut-Médoc)
- Château Cos Labory, St.-Estèphe
- Château Clerc Milon, Pauillac
- Château Croizet-Bages, Pauillac
- Château Cantemerle, Macau (Haut-Médoc) (přidáno v r. 1856)

## Sauternes a Barsac
Barsacká château smějí svá vína nazývat Barsac či Sauternes.

### Premier cru supérieur
- Château d'Yquem, Sauternes

### Premier cru
- Château La Tour Blanche, Bommes (Sauternes)
- Château Lafaurie-Peyraguey, Bommes (Sauternes)
- Clos Haut-Peyraguey, Bommes (Sauternes)
- Château de Rayne Vigneau, Bommes (Sauternes)
- Château Suduiraut, Preignac (Sauternes)
- Château Coutet, Barsac
- Château Climens, Barsac
- Château Guiraud, Sauternes
- Château Rieussec, Fargues (Sauternes)
- Château Rabaud-Promis, Bommes (Sauternes)
- Château Sigalas Rabaud, Bommes (Sauternes)

### Deuxième cru
- Château de Myrat, Barsac
- Château Doisy Daëne, Barsac
- Château Doisy-Dubroca, Barsac
- Château Doisy-Védrines, Barsac
- Château d'Arche, Sauternes
- Château Filhot, Sauternes
- Château Broustet Barsac
- Château Nairac, Barsac
- Château Caillou, Barsac
- Château Suau, Barsac
- Château de Malle, Preignac (Sauternes)
- Château Romer du Hayot, Fargues (Sauternes)
- Château Romer, Fargues (Sauternes)
- Château Lamothe, Sauternes
- Château Lamothe-Guignard, Sauternes

## Cru Bourgeois
Mnohá z lepších vín, jež pocházejí z apelace Médoc AOC a která nebyla zahrnuta do klasifikace z roku 1855, jsou klasifikována jako Cru Bourgeois, což je klasifikační systém, jenž byl od roku 1932 pravidelně upravován. V roce 2007 byl zrušen, avšak dalšího roku bylo rozhodnuto o jeho opětovném vzkříšení.
| Château de By                | Château La Cardonne       | Château Castéra              |
| Château La Clare             | Château Greysac           | Château Laujac               |
| Château Livran               | Château Loudenne          | Château de Monthil           |
| Château les Ormes-Sorbet     | Château Patache-d'Aux     | Château Potensac             |
| Château Plagnac              | Château Preuillac         | Château Saint-Bonnet         |
| Château Saint-Saturnin       | Château Sestignan         | Château Sigognac             |
| Château La Tour de By        | Château Le Tertre-Caussan | Château La Tour Haut-Caussan |
| Château La Tour-Saint-Bonnet | Château La Valière        | Vieux Château Landon         |